# Oakey Aerodrome
Oakey Aerodrome är en flygplats i Australien. Den ligger i kommunen Toowoomba och delstaten Queensland, omkring 130 kilometer väster om delstatshuvudstaden Brisbane.
Runt Oakey Aerodrome är det mycket glesbefolkat, med 6 invånare per kvadratkilometer.. Närmaste större samhälle är Oakey, nära Oakey Aerodrome.
Omgivningarna runt Oakey Aerodrome är i huvudsak ett öppet busklandskap. Genomsnittlig årsnederbörd är 938 millimeter. Den regnigaste månaden är januari, med i genomsnitt 193 mm nederbörd, och den torraste är september, med 30 mm nederbörd.